# David Rankin
David Rankin (...) è un astronomo amatoriale statunitense.
Il Minor Planet Center lo accredita per la scoperta dell'asteroide 605911 Cecily, effettuata il 3 dicembre 2016. Nella notte del 19 novembre 2022 ha scoperto il meteoroide 2022 WJ1, di circa un metro di diametro, che alle ore 8:27 UTC dello stesso giorno ha impattato sulla Terra  in prossimità della città di Brantford, in Ontario, Canada.
Ha scoperto al 19 ottobre 2024 quattordici comete: le comete periodiche P/2020 W1 Rankin, P/2020 V4 Rankin, P/2021 R5 Rankin , P/2022 W1 Rankin , P/2024 L4 Rankin , P/2024 S2 Rankin , P/2024 T1 Rankin  e P/2024 T2 Rankin  e le comete non periodiche C/2020 B3 Rankin, C/2020 K6 Rankin, C/2020 R6 Rankin, C/2020 U3 Rankin, C/2021 C1 Rankin  e C/2021 V1 Rankin .
Gli è stato dedicato un asteroide, 62701 Davidrankin .